# Kazachstan na Mistrzostwach Świata w Lekkoatletyce 2023
Kazachstan na Mistrzostwach Świata w Lekkoatletyce 2023 – reprezentacja Kazachstanu podczas mistrzostw świata w Budapeszcie liczyła 8 zawodników, występujących w 6 konkurencjach. Nie zdobyła żadnego medalu.

## Skład reprezentacji

### Kobiety
| Zawodniczka                 | Konkurencja                   | Eliminacje | Eliminacje | Finał | Finał   | Źródło |
| Zawodniczka                 | Konkurencja                   | Wynik      | Pozycja    | Wynik | Pozycja | Źródło |
| --------------------------- | ----------------------------- | ---------- | ---------- | ----- | ------- | ------ |
| Caroline Chepkoech Kipkirui | bieg na 10 000 m              | —          | —          | DNF   | DNF     | [ 1 ]  |
| Żanna Mamażanowa            | maraton                       | —          | —          | DNF   | DNF     | [ 2 ]  |
| Daisy Jepkemei              | bieg na 3000 m z przeszkodami | 9:46,23    | 30.        | NQ    | NQ      | [ 3 ]  |
| Galina Jakuszewa            | chód na 35 km                 | —          | —          | DNF   | DNF     | [ 4 ]  |

| Zawodniczka            | Konkurencja | Kwalifikacje | Kwalifikacje | Finał | Finał   | Źródło      |
| Zawodniczka            | Konkurencja | Wynik        | Pozycja      | Wynik | Pozycja | Źródło      |
| ---------------------- | ----------- | ------------ | ------------ | ----- | ------- | ----------- |
| Nadieżda Dubowicka     | skok wzwyż  | 1,89 q       | 11.          | 1,90  | 9.      | [ 5 ] [ 6 ] |
| Jelizawieta Matwiejewa | skok wzwyż  | 1,80         | 29.          | NQ    | NQ      | [ 5 ] [ 6 ] |
| Kristina Owczinnikowa  | skok wzwyż  | 1,85         | 25.          | NQ    | NQ      | [ 5 ] [ 6 ] |

### Mężczyźni
| Zawodnik        | Konkurencja                | Eliminacje | Eliminacje | Półfinał | Półfinał | Finał | Finał   | Źródło |
| Zawodnik        | Konkurencja                | Wynik      | Pozycja    | Wynik    | Pozycja  | Wynik | Pozycja | Źródło |
| --------------- | -------------------------- | ---------- | ---------- | -------- | -------- | ----- | ------- | ------ |
| Dawid Jefriemow | bieg na 110 m przez płotki | 13,78      | 36.        | NQ       | NQ       | NQ    | NQ      | [ 7 ]  |